# Geospiza magnirostris
Geospiza magnirostris là một loài chim trong họ Thraupidae.

## Hình ảnh

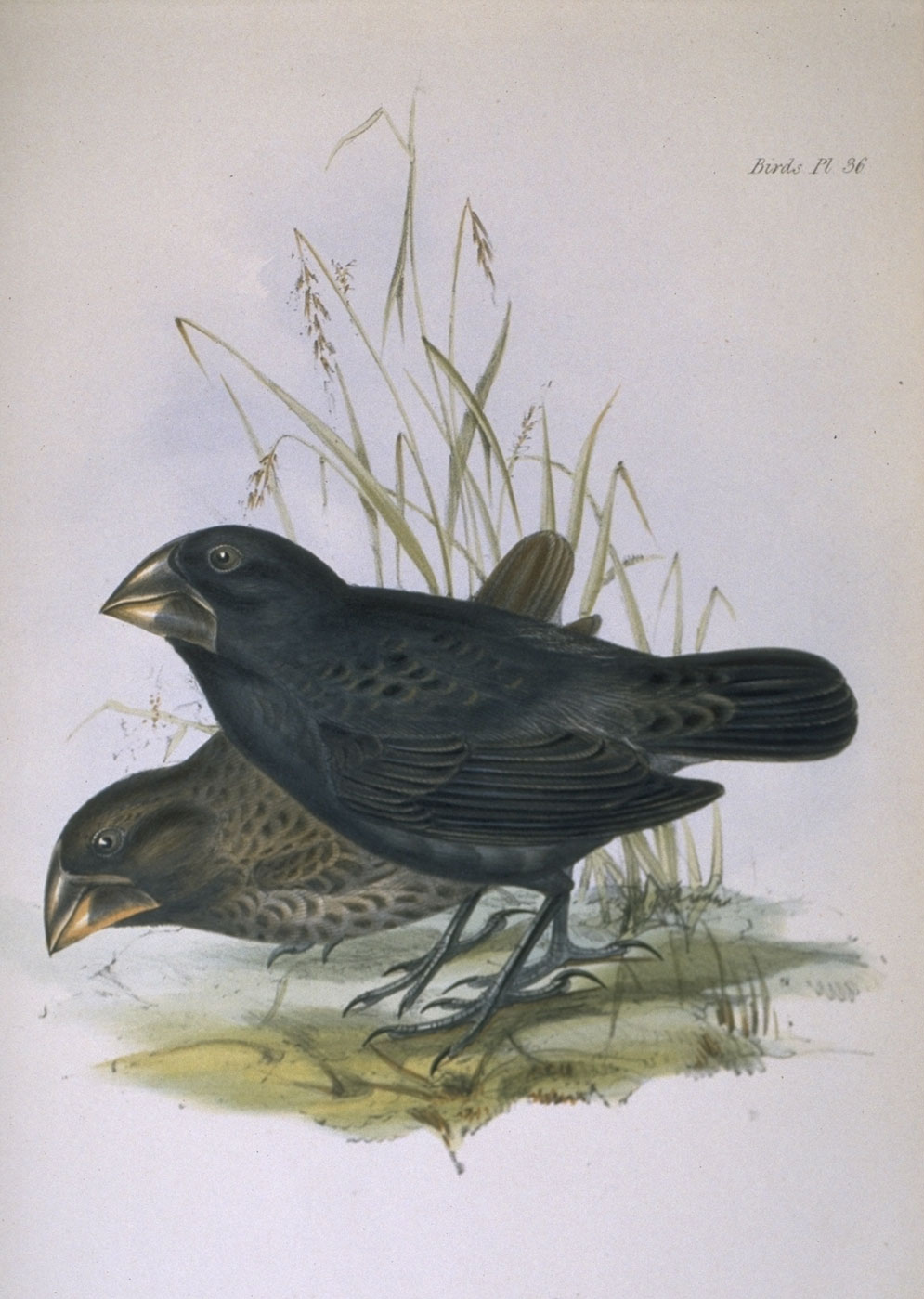
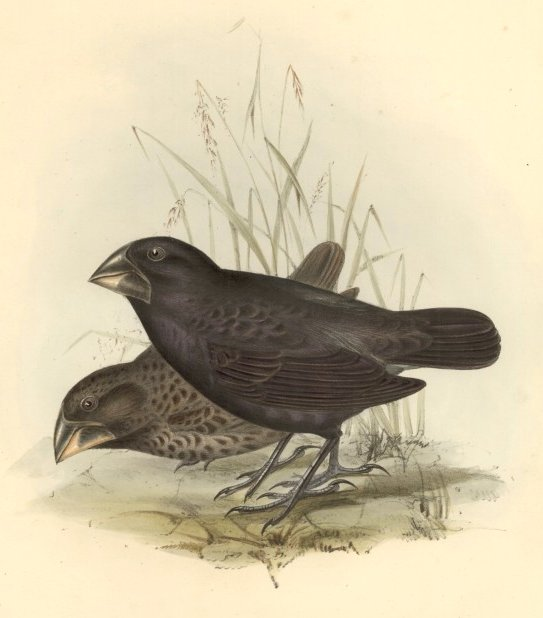
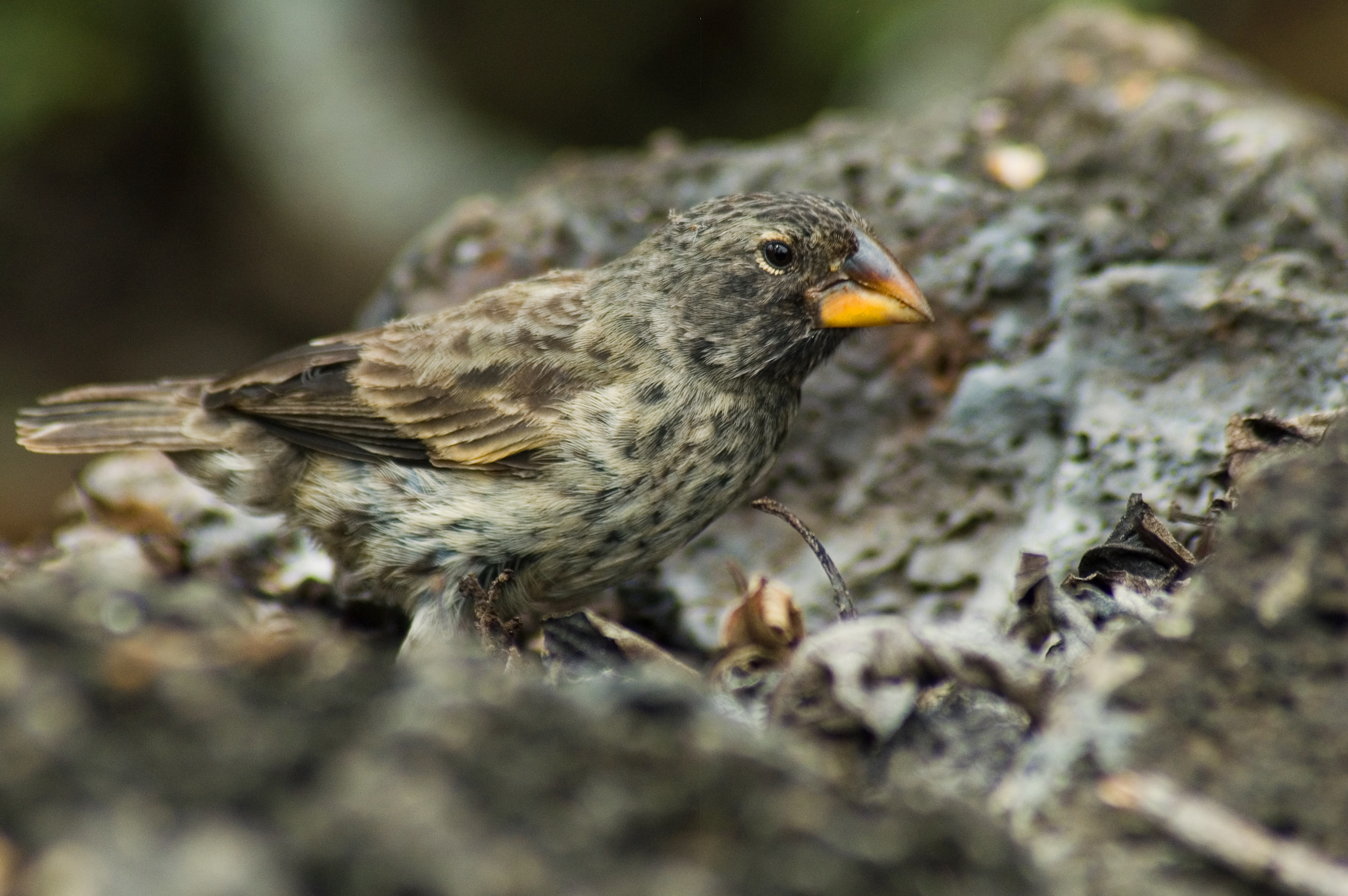
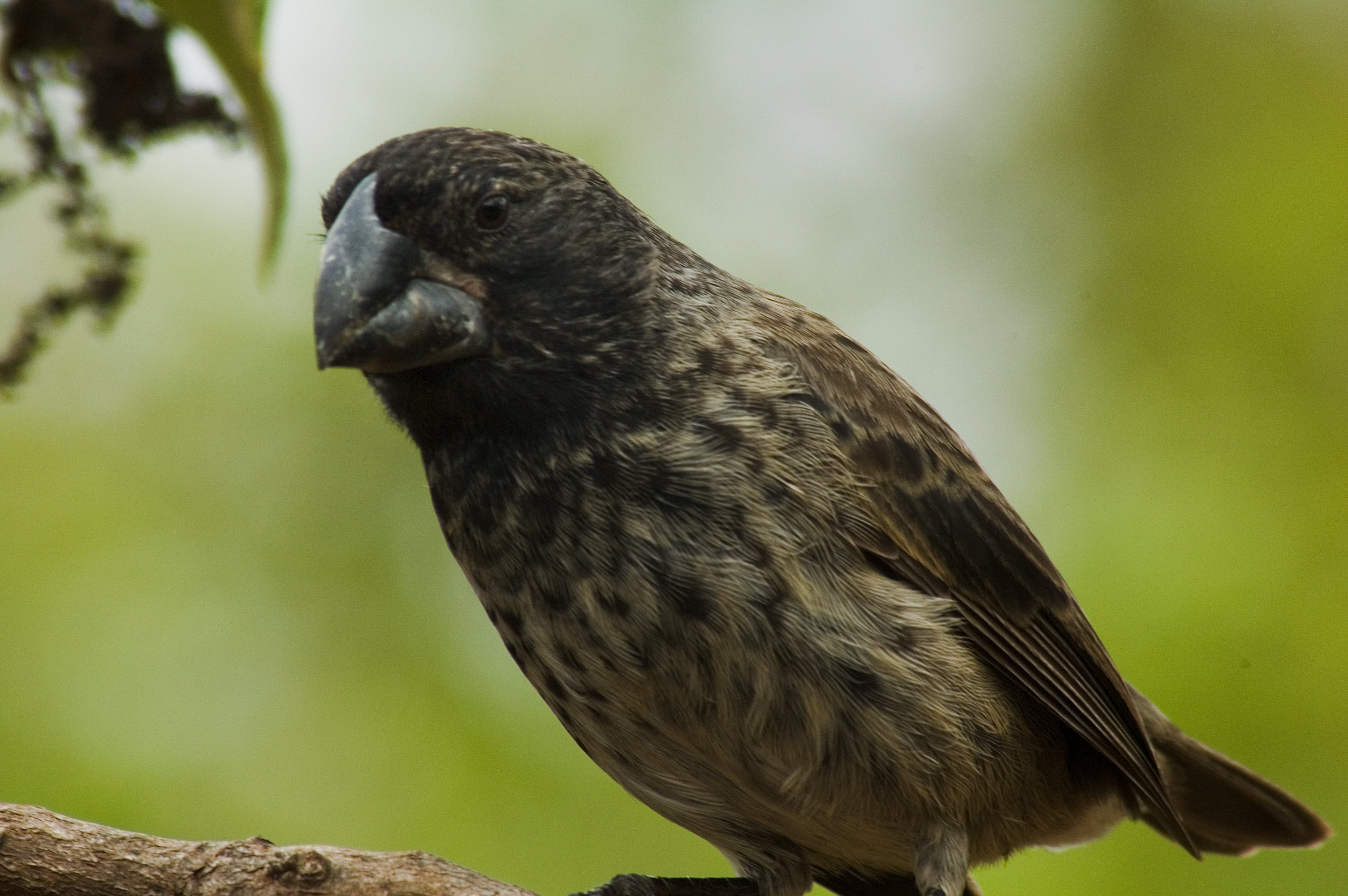